# 種瀬茂
種瀬 茂（たねせ しげる、1925年（大正14年）1月18日 - 1986年（昭和61年）6月17日）は、日本の経済学者。マルクス経済学専攻。一橋大学学長、国立大学協会副会長、経済理論学会代表幹事等を歴任した。

## 生涯
神奈川県横浜市生まれ。横浜市立横浜小学校、神奈川県立横浜第一中学校（現神奈川県立希望ヶ丘高等学校）、東京商科大学（現一橋大学）予科を経て、東京商科大学では杉本栄一ゼミナールに所属。1948年の卒業後、助手として大学に残る。助手時代は、杉本の『近代経済学の解明』において質問者の一人として貢献する。
1953年講師、57年助教授、65年教授。79年より2年間学部長。83年から2年間、野々村一雄一橋大学名誉教授の後任として経済理論学会代表幹事。1983年7月13日、一橋大学学長に就任、1985年国立大学協会副会長就任。1986年の一橋大学学長選挙で今井賢一商学部長が学生投票により除斥されるなどの混乱の渦中で、次期学長が未定のまま、6月17日、心労による心筋梗塞のため在職中のまま逝去。
種瀬ゼミ出身者としては寺西俊一（一橋大学名誉教授）、平井規之（元一橋大学教授）、疋田康行（立教大学名誉教授）、小島麗逸（大東文化大学名誉教授）、松下優（元首都大学東京教授）、磯谷明德（九州大学教授）、長島誠一（東京経済大学名誉教授）、徐明珠（香港中文大学日本研究学系主任）、川崎誠一（元名古屋大学教授）、唐渡興宣（北海道大学名誉教授）、盛田常夫（元法政大学教授）、中本悟（立命館大学教授）、森義隆（元中央大学教授）、井上義夫（一橋大学名誉教授）などがいる。

## 著書

### 単著
- 『マルクス経済学：基礎研究』（春秋社、1966年、改訂版1968年）
- 『経済思想』（青木書店、1986年）略年譜と著作目録がついている。
- 『競争と恐慌』（有斐閣、1986年）略年譜と著作目録がついている。

### 共編著
- （荒憲治郎との共同編集代表）『経済学用語の基礎知識』（有斐閣、1974年、増補版1980年）
- 『マルクス経済学の基礎知識』（共同編集代表、有斐閣、1976年）
- （富塚良三・浜野俊一郎）『商品・貨幣』（有斐閣、1984年）
- 『資本論の研究』（青木書店、1986年）
- 『現代資本主義論』（青木書店、1986年）

### 訳書
- W.C.ミッツェル『景気循環』（松石勝彦・平井規之との共訳、新評論、1972年）